# Кіптявник смугастогорлий
Кіптявник смугастогорлий (Myiotheretes striaticollis) — вид горобцеподібних птахів родини тиранових (Tyrannidae). Мешкає в Андах.

## Опис

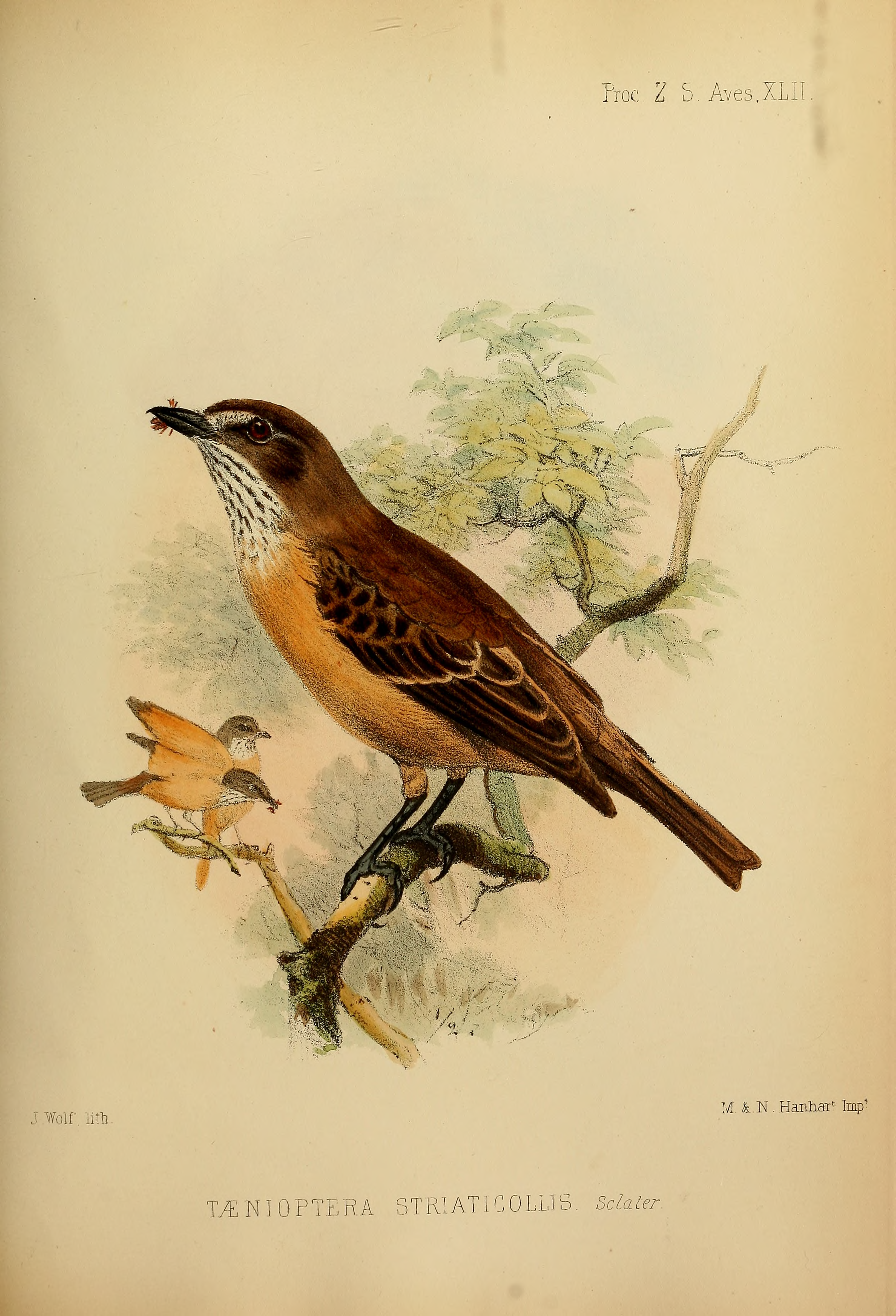
Смугастогорлий кіптявник

Довжина птаха становить 23 см. Горло і верхня частина грудей білі, сильно поцятковані чорними смужками, решта нижньої частини тіла рівномірно рудувато-коричнева. Верхня частина тіла коричнева. Від дзьоба до очей ідуть широкі білі смуги. Крила темні з рудувато-коричневими краями. Нижні покривні пера крил коричневі. Стернові пера рудувато-коричневі, на кінці темні. Дзьоб міцний, чорний.

## Підвиди
Виділяють два підвиди:
- M. s. striaticollis (Sclater, PL, 1853) — Анди у Венесуелі (Кордильєра-де-Мерида), гірські масиви Сьєрра-де-Періха і Сьєрра-Невада-де-Санта-Марта, Анди в Колумбії, Еквадорі і Перу (на південь до Апурімака і Арекіпи);
- M. s. pallidus Berlepsch, 1906 — Анди в Перу (на південь від Куско і Пуно), Болівії і північно-західній Аргентині (на південь до Тукумана).

## Поширення і екологія
Смугастогорлі кіптявники мешкають у Венесуелі, Колумбії, Еквадорі, Перу, Болівії і Аргентині. Вони живуть на відкритих луках пуна і парамо, у високогірних чагарникових заростях, на узліссях вологих гірських тропічних лісів, серед скель. Зустрічаються поодинці або парами, переважно на висоті від 1500 до 3700 м над рівнем моря. Живляться комахами.